# Strombus gracilior
Strombus gracilior (nomeada, em inglês, Eastern Pacific fighting conch ou Panama fighting conch; em espanhol, cambute) é uma espécie de molusco gastrópode marinho pertencente à família Strombidae. Foi classificada por George Brettingham Sowerby I em 1825, sendo nativa do leste do oceano Pacífico; do Golfo da Califórnia, e passando por toda a América Central, ao Peru, no oeste da América do Sul. O significado, em latim, da palavra gracilior, em seu epíteto específico, é "mais esguio" ou "mais simples". Esta é uma espécie amplamente utilizada como alimento pelos habitantes do litoral oeste da Costa Rica.

## Descrição da concha
Conchas chegando a quase de 10 centímetros de comprimento, quando desenvolvidas, de coloração alaranjada, levemente castanha ou amarelada, com a borda de seu lábio externo projetada em direção à sua espiral e com seus espinhos reduzidos a protuberâncias arredondadas. A cor de sua columela e lábio externo é alaranjada, como a concha, e seu interior é branco.

## Habitat e hábitos
Strombus gracilior ocorre em águas rasas, da zona entremarés até os 45 metros de profundidade, habitando lagoas lamacentas e bancos de areia rasos.

## Análise taxonômica das espécies do Atlântico e Pacífico Oriental
Durante o século XX no gênero Strombus, análises posteriores do início do século XXI concluíram que Lobatus seria o primeiro táxon disponível para a inclusão de um grupo de grandes e pesados Strombidae do oeste do Atlântico e leste do Pacífico, que excetuavam as espécies Strombus pugilis, Strombus alatus e Strombus gracilior. Tal situação fora mantida até o ano de 2020, envolvendo cinco espécies, quando uma minuciosa análise taxonômica por Maxwell et al., "Towards Resolving the American and West African Strombidae (Mollusca: Gastropoda: Neostromboidae) Using Integrated Taxonomy", definiu as espécies extantes do leste do Pacífico até o oeste da costa africana sob a seguinte nomeclatura:
Gênero Aliger Thiele, 1929
Espécie Aliger gallus (Linnaeus, 1758) - Sin. Lobatus gallus
Espécie Aliger gigas (Linnaeus, 1758) - Sin. Lobatus gigas
Gênero Lobatus [Swainson], 1837
Espécie Lobatus peruvianus (Swainson, 1823)
Espécie Lobatus raninus (Gmelin, 1791)
Gênero Macrostrombus Petuch, 1994
Espécie Macrostrombus costatus (Gmelin, 1791) - Sin. Lobatus costatus
Gênero Persististrombus Kronenberg & H. G. Lee, 2007
Espécie Persististrombus granulatus (Swainson, 1822)
Gênero Strombus Linnaeus, 1758
Espécie Strombus alatus Gmelin, 1791
Espécie Strombus gracilior G. B. Sowerby I, 1825
Espécie Strombus pugilis Linnaeus, 1758
Gênero Thetystrombus Dekkers, 2008
Espécie Thetystrombus latus (Gmelin, 1791)
Gênero Titanostrombus Petuch, 1994
Espécie Titanostrombus galeatus (Swainson, 1823) - Sin. Lobatus galeatus
Espécie Titanostrombus goliath (Schröter, 1805) - Sin. Lobatus goliath